# Cerklje ob Krki
Cerklje ob Krki je naselje u Općini Brežice u istočnoj Sloveniji. Cerklje ob Krki se nalazi u pokrajini Dolenjskoj i statističkoj regiji Donjoposavskoj. 
Naselje je znano po Zračnoj luci Cerklje ob Krki, na kojoj je smještena istoimena vojarna i zrakoplovna baza Slovenske vojske.

## Stanovništvo
Prema popisu stanovništva iz 2002. godine Cerklje ob Krki je imalo 211 stanovnika.

### Etnički sastav
1991. godina:
- Slovenci: 222 (98,2%)
- Jugoslaveni: 1
- Srbi: 1
- nepoznato: 2

## Vanjske poveznice
- Satelitska snimka naselja  Arhivirana inačica izvorne stranice od 29. srpnja 2017. (Wayback Machine)